# 法兰西人民联盟
法兰西人民联盟（法語：Rassemblement du Peuple Français，發音：[ʁasɑ̃bləmɑ̃ dy pœpl fʁɑ̃sɛ]，缩写为RPF）是法国歷史上的一个政党，該黨的領導人是夏爾·戴高樂。

## 歷史
法兰西人民联盟由夏爾·戴高樂于1947年4月14日在斯特拉斯堡創辦 。1948年，该党的成员人数达到50万。1955年9月13日，该党解散。